# Бригадир (Индия)
Бригади́р (англ. Brigadier; сокращение — Brig) — однозвёздочное офицерское звание в Сухопутных войсках Индии ниже генерал-майора и выше полковника. Эквивалентно званию коммодора в Военно-морских силах Индии и званию коммодора авиации в Военно-воздушных силах Индии. Бригадиры имеют уровень зарплаты 13A от 139 600 до 217 600 индийских рупий ежемесячно.
Первым индийцем, получившим звание бригадира, являлся будущий фельдмаршал Кодандера Мадаппа Кариаппа, когда он был повышен до исполняющего обязанности 1 ноября 1944 года во времена Второй мировой войны. Однако Кариаппа был назначен не командиром бригады, а членом Комитета по реорганизации Сухопутныз войск Индии. Ему было присвоено полное звание бригадира 1 мая 1945 года.
Офицеры в звании бригадира занимают в Сухопутных войсках Индии должность командующего бригадой. Также бригадиры занимают штабные должности, такие как начальник бригадного генерального штаба или начальник администрации бригады. Военные атташе и военные советники в высших комиссиях и посольствах Индии в других государствах так же считаются офицерами в звании бригадира.
В качестве символа на знаках различия бригадира служат три золотистые пятиконечные звезды, над которыми изображена национальная эмблема Индии. На воротнике военной формы бригадира изображены две малиновые петлицы, на каждой из которой в свою очередь изображена одна золотистая звезда.